# 出隆
出 隆（いで たかし、1892年〈明治25年〉3月10日 - 1980年〈昭和55年〉3月9日） は、日本の哲学者。

## 概要
岡山県苫田郡津山町（現津山市）で、渡部惟明（元鶴山高等小学校校長）の次男として生まれる。津山中学校在学中に叔父・出道直の養子となる。第六高等学校を経て東京帝国大学卒業、大学院に入り、副手を嘱託される。1920年、日本大学および法政大学教授、1921年、東洋大学教授となる。同年刊行の『哲学以前』は哲学青年の愛読書となる。1924年、東京帝国大学助教授となり、1925年より二年間、英国、およびドイツに留学。
1928年（昭和3年）、立教大学文学部教授に就任し、哲学史（古代哲学）や哲学演習を担った。
1935年（昭和10年）、東京帝国大学教授に昇任、西洋哲学史を講じる。1937年（昭和12年）、文学博士。論文の題は「ギリシア人ノ霊魂観ト人間学 」。
1948年（昭和23年）、日本共産党に入党。1951年には東大を辞職して東京都知事選挙に無所属で出馬し落選。1956年から日本哲学会委員長を1期務めた。1964年（昭和39年）日本共産党を除名される。
アリストテレスの研究で知られ、主著は『ギリシヤの哲学と政治』『アリストテレス哲学入門』『英国の曲線』『詩人哲学者』『アリストテレス全集』（監訳）など。『出隆著作集』全8巻がある。
門下生に東京大学名誉教授今道友信、一橋大学名誉教授岩崎允胤、読売新聞グループ本社代表取締役会長渡邉恒雄らがいる。同郷の随筆家内田百閒とも親交があり、その作品中に二山君の名（「出」のもじり）でしばしば登場している。

## 戦時中と戦後の言論
『改造』誌の1941年（昭和16年）1月号に「阿呆陀羅経」という一文を寄せ、「万民翼賛とか臣道実践とかいうのは言葉や掛声だけで済まされる筈のものではない。それは口にするさえ畏れ多い事、吾々臣民が日夜砕励の誠を尽くしても、尚その万分の一さえ容易に践み行い得たとは云えない筈の事だ」と書き、1944年（昭和19年）の著書『詩人哲学者』序文では学生たちに向けて「諸君、美しく死んでくれたまえ」と書いている（戦後版では削除）。地域の隣組長を務め、そのことを1943年（昭和18年）3月の『改造』誌に「親孝行」という文章でつづっている。
第二次世界大戦後、1948年（昭和23年）4月、日本共産党に入党（当時は知識人が相次いで共産党に入党した時期であった）。後に「ナチス・ドイツの世界観も八紘一宇の世界観なるものもなんだかいやだという「自由主義者」であったから、およそ思想統制的なものは - 勅語にしても国定教科書にしても - すべて虫がすかなかった」（1955年10月号『読書と生活』誌掲載「弁証法的唯物論研究」）というのが共産党に入党した理由だと語っている。『進歩的文化人 学者先生戦前戦後言質集』には出について、つぎの副題が付けられている。
安岡正篤は出隆を、意気地のない見栄坊だとわかる、と評している。

## 著書
- 『哲学以前』（大村書店） 1922年 / 講談社学術文庫 1988年 - 今道友信解説
- 『神の思ひ』（大村書店） 1923年
- 『西洋哲学史』第1巻（啓明社） 1929年
- 『プロチノス エネアデス』（岩波書店、大思想文庫） 1936年、復刊1985年
- 『英国の曲線』（理想社） 1939年
- 『空点房雑記』（岩波書店） 1939年
- 『ギリシャの哲学と政治』（岩波書店） 1943年
- 『詩人哲学者』（小山書店） 1944年
- 『場違ひ随筆』（霞ケ関書房） 1947年
- 『愚を知る』（小山書店） 1947年
- 『ソクラテス以前』（東海書房） 1947年
- 『懐疑論』（角川書店） 1948年
- 『哲学的精神』（志村書店） 1948年
- 『ソクラテスの道』（青磁社） 1948年
- 『変革の哲学へ』（彰考書院） 1949年
- 『西洋古代中世哲学史』（角川書店） 1949年
- 『哲学青年の手記』（彰考書院） 1949年
- 『哲学教程 マルクス主義哲学の基礎について』（古明地書店） 1950年
- 『出隆選集 第1巻』（三笠文庫） 1951年
- 『生き残つた人々は沈黙を守るべきか』（月曜書房） 1951年
- 『アリストテレス入門』（河出書房） 1952年
- 『出隆著作集』全8巻別巻1（勁草書房） 1963年 - 1973年
- 『アリストテレス哲学入門』（岩波書店） 1972年
- 『プロティノスとアウグスティヌスの哲学講義』（新地書房） 1987年

### 共編著
- 『哲学用語辞典』（古在由重、青木文庫） 1951年
- 『新・哲学教程 マルクス主義の理論的基礎について』（野田弥三郎共著、青木書店） 1958年
- 『アリストテレス全集』旧版・全17巻（山本光雄と監修、岩波書店） 1968 - 1973年

## 翻訳
- 『方法 省察 原理』（デカルト、大村書店） 1919年
- 『哲学とは何ぞや』（ヴヰンデルバント、大村書店） 1920年
- 『プラトン』（ヴインデルバンド、田中美知太郎共訳、大村書店） 1924年
- 『希臘人の世界観』（マクス・ヴント、葉山照澄共訳、理想社出版部） 1934年
- 『プラトン哲学』（ジョン・バーネット、宮崎幸三共訳、学芸社） 1935年、のち岩波文庫 1952年
- 『世界大思想家選集 アリストテレス篇』（第一書房） 1941年
- 『フォイエルバッハ論』（フリードリヒ・エンゲルス、藤川覚共訳、大月書店） 1948年
- 『ギリシヤ人の科学』上・下（B・ファリントン、岩波新書） 1955年
- 『最初の哲学者たち』（ジョージ・トムソン、池田薫共訳、岩波書店） 1958年
- 『エピクロス 教説と手紙』（岩崎允胤共訳、岩波文庫） 1959年、のちワイド版 2002年
- 『形而上学』上・下（アリストテレス、岩波文庫） 1959年 - 1961年